# Polystira vibex
Polystira vibex är en snäckart som först beskrevs av Dall 1889.  Polystira vibex ingår i släktet Polystira och familjen Turridae. Inga underarter finns listade i Catalogue of Life.